# Edificio

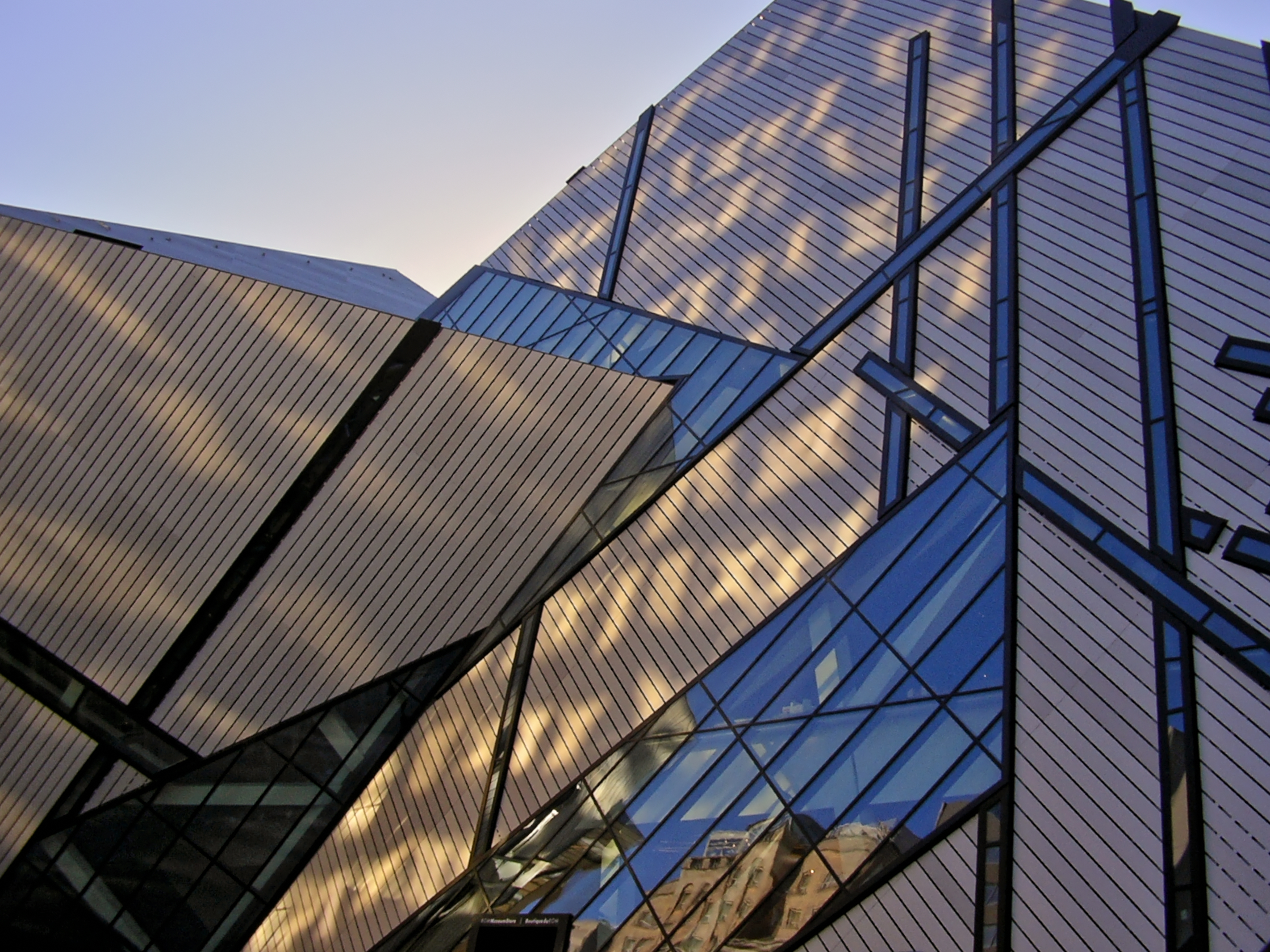
Un edificio moderno a Toronto

Per edificio si intende una costruzione edilizia realizzata dall'uomo, destinata ad accogliere al suo interno persone o attività a queste connesse. Costituisce l'elemento minimo (se corrisponde ad una singola unità abitativa) dell'ambiente costruito creato dall'uomo, per adattare il primario stato naturale alle sue esigenze di vita.

## Descrizione
Essi possono essere classificati a seconda dell'uso in:
- edifici residenziali, nel caso siano usati come abitazione;
- edifici industriali, nel caso siano destinati ad ospitare attività produttive su larga scala;
- edifici agricoli, quando sono destinati ad ospitare attività inerenti all'agricoltura;
- edifici religiosi, nel caso siano adibiti a luoghi di culto;
- ecc.

Un'ulteriore classificazione può essere fatta in base alla proprietà, in tal caso si parla di:
- edifici pubblici, nel caso siano di proprietà dello Stato (es. edilizia scolastica);
- edifici privati, nel caso i proprietari siano una o più persone fisiche/o giuridiche.

La disciplina che regola la progettazione degli edifici è detta architettura. Le esigenze dell'utenza finale vengono considerate nella norma UNI 8289; le maggiori sono la sicurezza strutturale, la fruibilità, l'igiene, l'aspetto, la gestione, l'integrabilità e l'ecocompatibilità. Ultimamente, a causa dell'aumento dei costi energetici e dei cambiamenti climatici recenti, si sta tenendo molto più in considerazione la questione dei consumi energetici degli edifici e quindi le loro prestazioni in questo ambito.
La progettazione e la realizzazione di un edificio è opera di ingegneri edili e architetti secondo i principi dell'ingegneria edile, dell'architettura (design architettonico) e in generale le tecniche dell'edilizia.

### Edifici modulari e portatili
| Casa modulare a Valencia | Edificio portatile a Cunnister, Shetland |

Un edificio modulare è un edificio prefabbricato costituito da sezioni ripetute chiamate moduli. La modularità implica la costruzione di sezioni lontane dal cantiere, per poi consegnarle al sito previsto. L'installazione delle sezioni prefabbricate è completata in loco. Esse vengono talvolta posizionate utilizzando una gru.
Un edificio portatile, smontabile o trasportabile è un edificio progettato e costruito per essere mobile piuttosto che permanentemente posizionato. Le versioni più piccole degli edifici portatili sono anche conosciute come cabine portatili e sono veloci da produrre e facili da consegnare.
Un design moderno comune è talvolta chiamato edificio modulare, ma gli edifici portatili possono essere diversi in quanto vengono utilizzati più spesso temporaneamente e portati via in seguito. Gli edifici mobili (ad esempio gli iurta) sono stati utilizzati fin dalla preistoria.

### Efficientamento energetico
Sempre più gli edifici moderni sono costruiti con criteri che ne aumentano l'efficienza energetica e/o con misure antisismiche in zone a rischio sismico.
| Componente                   | Descrizione | Immagine |
| ---------------------------- | --- | --- |
| Fondazioni                   | Le fondazioni, in edilizia e architettura, sono quelle parti della struttura dell'edificio che hanno il compito di: 1. assorbire i carichi delle strutture in elevazione; 2. trasmettere i carichi dalle strutture in elevazione al terreno; 3. ancorare l'edificio al suolo. | Esempio (segnato in rosso) di fondazione superficiale e di fondazione su pali                                                                    |
| Struttura portante           | Colonne, travi, mura portanti, armatura | Costruzione di un edificio a struttura portante in acciaio                                                                                       |
| Mura                         | Tamponature e tramezzi | Muratura mista, Canterbury, Inghilterra |
| Solaio                       | Una struttura resistente bidimensionale piana a carico strutturale ortogonale che concorre alla sicurezza statica, ripartendo i carichi sulle travi perimetrali della struttura di elevazione di un edificio.                                                                 | Cassaforma a platea per solaio gettato in opera                                                                                                  |
| Tetto                        | Ha la funzione di definire la parte superiore dell'edificio e di preservare l'ambiente interno dagli agenti atmosferici e dall'invasione di animali. | Un tetto con tegole in laterizio |
| Ascensore                    | Un impianto in grado di sollevare persone da un piano all'altro di un edificio o da livelli diversi di una costruzione o di una struttura. | Esempio di ascensore |
| Scale                        | Struttura di collegamento verticale fra i diversi piani di un edificio. | Bucarest, Romania. Museo Nazionale Controceni. Scale interne.                                                                                    |
| Abbaino                      | Una struttura architettonica costituita da una finestra, posta in verticale, aperta sui tetti normali a falde inclinate per illuminare ed arieggiare le soffitte, nonché per permettere l'accesso sul tetto stesso.                                                           | Abbaino dell'edificio della Préfecture de police de Paris (île de la Cité)                                                                       |
| Pianerottolo                 | L'elemento piano collocato come intermezzo fra due rampe di una scala. | Rampa e pianerottolo |
| Stanza                       | Ognuno degli ambienti interni di un edificio, ad uso abitazione o ufficio. | Camera da letto tedesca del periodo neo-biedermeier (1910)                                                                                       |
| Cantina                      | Un locale, completamente o parzialmente interrato, adibito alla maturazione e conservazione del vino o di altri cibi o bevande. | Una cantina di BEHER per la stagionatura dei prosciutti iberici a Guijuelo                                                                       |
| Pavimento                    | Una superficie piana, poggiata o spesso incollata a un sottofondo. | I pavimenti possono incorporare vetro, mosaico o altre espressioni artistiche, come questo piccolo mosaico del Museo Rietberg (Zürich, Svizzera) |
| Soffitto                     | La superficie che fa da limite superiore interno in una stanza. | Soffitto della Sainte-Chapelle di Parigi |
| Parete                       | Un elemento architettonico verticale, composto da un volume piano dallo spessore ridotto rispetto all'altezza e alla larghezza. | Convento di San Domenico a Bologna. Una parete del portico del chiostro.                                                                         |
| Camino                       | Il primo metodo di riscaldamento di un'abitazione. In qualsiasi castello, rocca o abitazione del passato è ancora possibile trovarne uno in ogni stanza. | Esempio di caminetto aperto |
| Garage                       | Uno spazio, privato o pubblico, destinato a ospitare uno o più veicoli | L'autorimessa decorata dell'Hôtel Brion, a Strasburgo                                                                                            |
| Intonaco (esterno e interno) | Uno strato di rivestimento protettivo delle murature. Esso, oltre alla funzione protettiva, assume, talvolta, una funzione estetica. | Lavoratore impegnato ad applicare l'intonaco su una parete                                                                                       |
| Impianto elettrico           | Il complesso di componenti elettrici di un sistema elettrico aventi caratteristiche elettriche fra di loro coordinate, realizzato al fine di soddisfare un determinato scopo.                                                                                                 | Tubi corrugati dell'impianto elettrico su una parete                                                                                             |
| Impianto idraulico           | Acqua potabile e fognature | Un sistema di tubi dell'acqua in rame utilizzati in un sistema di riscaldamento a radiatori.                                                     |
| Impianto del gas             | Una rete di tubazioni che viene costituita al fine di poter condurre la fornitura di gas metano oppure di quelli che sono i combustibili. | Tubi del gas |
| Impianto di riscaldamento    | Un impianto termico per la produzione e la distribuzione di calore. In ambito civile si intende il sistema usato per riscaldare ambienti abitativi o lavorativi. | Riscaldamento centralizzato |
| Infissi                      | Il telaio su cui sono fissate le parti apribili, dette ante o partite, di finestre, porte ecc., oppure i vetri o i pannelli di un serramento non apribile. | Infisso in alluminio color legno |
| Porte                        | Un'apertura che permette di passare da un ambiente a un altro. È formata da un piano verticale di legno o altri materiali, dotata di maniglia e quasi sempre di forma rettangolare.                                                                                           | Chiesa a porta laterale Theotokos Gorgoepikoos Atene, Grecia                                                                                     |
| Arredamento                  | «l'arte e la tecnica di conformare con vari elementi (divisori, mobili, suppellettili ecc.) gli ambienti interni al fine di renderli più funzionali e confortevoli» | Interno arredato di Villa Nichesola-Conforti, Ponton di Sant'Ambrogio (Verona)                                                                   |
| Elettrodomestici             | Apparecchi o piccole macchine alimentati ad energia elettrica e destinati ad uso domestico. | Frigorifero |

| Materiale      | Descrizione | Immagine |
| -------------- | --- | --- |
| Pietra         | Un aggregato naturale di minerali (corpi inorganici formati in seguito a processi spontanei). | Dettaglio della parete e della finestra del Centro Culturale di Belém a Lisbona, in Portogallo                          |
| Cemento        | Una varietà di materiali da costruzione, noti come leganti idraulici, che miscelati con acqua sviluppano proprietà adesive (proprietà idrauliche). | Dülmen, parrocchia, ex deposito di munizioni                                                                            |
| Cemento armato | Un materiale usato per la costruzione di opere civili, costituito da calcestruzzo, ovvero una miscela di cemento, acqua, sabbia e aggregati, cioè elementi lapidei, come la ghiaia, a cui si aggiunge un'armatura di barre di acciaio, detti comunemente tondini, annegata al suo interno e opportunamente sagomata.  | Edificio incluso nella base Mérimée, la base di dati sul patrimonio architettonico francese del ministero della Cultura |
| Sabbia         | Una roccia sedimentaria clastica sciolta, proveniente dall'erosione di altre rocce tra le quali l'arenaria (roccia sedimentaria). | Sabbia vulcanica |
| Calcestruzzo   | Un conglomerato artificiale costituito da una miscela di legante, acqua e aggregati fini e grossi (sabbia e ghiaia) e con l'aggiunta, secondo le necessità, di additivi e/o aggiunte minerali che influenzano le caratteristiche fisiche o chimiche, nonché le prestazioni, del conglomerato sia fresco sia indurito. | Primo piano di calcestruzzo sabbiato                                                                                    |
| Legno          | Il tessuto vegetale che costituisce il fusto delle piante aventi crescita secondaria (albero, arbusto, liana ed alcune erbe). | Legno a parete |
| Laterizio      | Un prodotto in materiale ceramico a pasta porosa, utilizzato sin dalla preistoria. | Tegole in laterizio |
| Gesso          | Un materiale di aspetto bianco-grigio e polveroso, è un legante aereo utilizzato in edilizia sotto forma di malta per la finitura di pareti lisce o con particolari effetti estetici e sottofondi lisci per pavimenti o carta da parati.                                                                              | Sala dello Zodiaco, soffitto in gesso                                                                                   |
| Cartongesso    | Risulta uno dei materiali più usati nell'edilizia leggera data la sua velocità di applicazione e le sue particolari doti termoacustiche. Il suo spessore varia in base all'applicazione richiesta, infatti esistono decine di pannelli di diverse caratteristiche.                                                    | Parete in cartongesso                                                                                                   |
| Mattone        | Solitamente ha forma di parallelepipedo, di dimensioni ben definite, tali per cui la dimensione del lato di ogni spigolo è multiplo di un unico modulo. | Muro di mattoni |
| Mattonella     | Un elemento architettonico usato per rivestire le superfici di pavimento e muri come rifinitura e anche con fini artistici. La figura professionale che si occupa della sua installazione è detta piastrellista. | Piastrelle nel Bouillon Racine (Parigi)                                                                                 |